# أبنجيدام
أبنجيدام Appingedam  مدينة وبلدية هولندية بمقاطعة خرونينجن.

## طوبوغرافيا
خريطة طوبوغرافية هولندية لبلدية أبنجيدام، سبتمبر 2014، (تقرأ بعد ثلاث نقرات على الخريطة)

## توأمة
لأبنجيدام اتفاقيات توأمة مع:
- آوريش

## أعلام
- جان تن برينك
- كلاس بولت